# Alte Faktorei

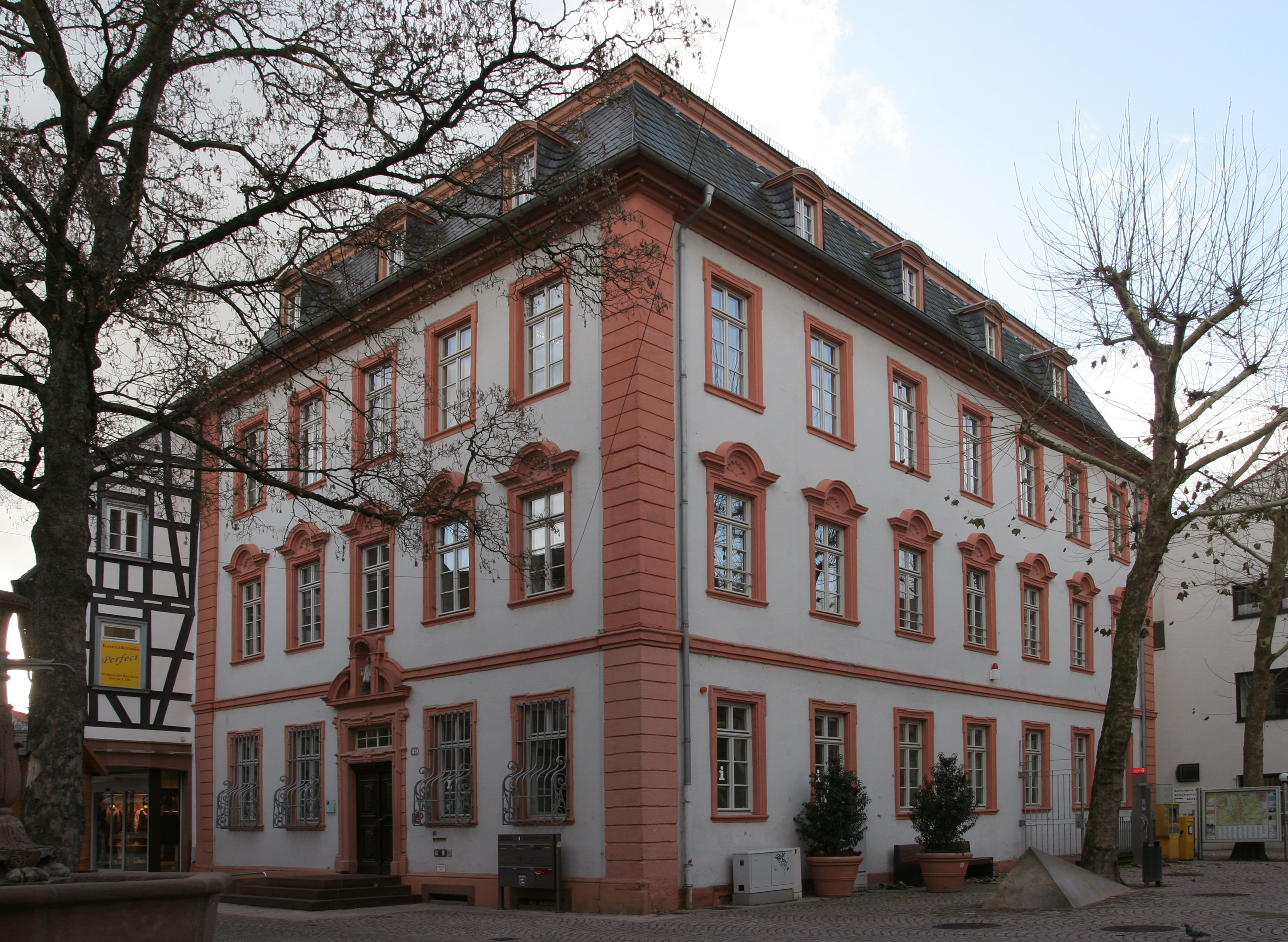
Die Alte Faktorei im Dezember 2009

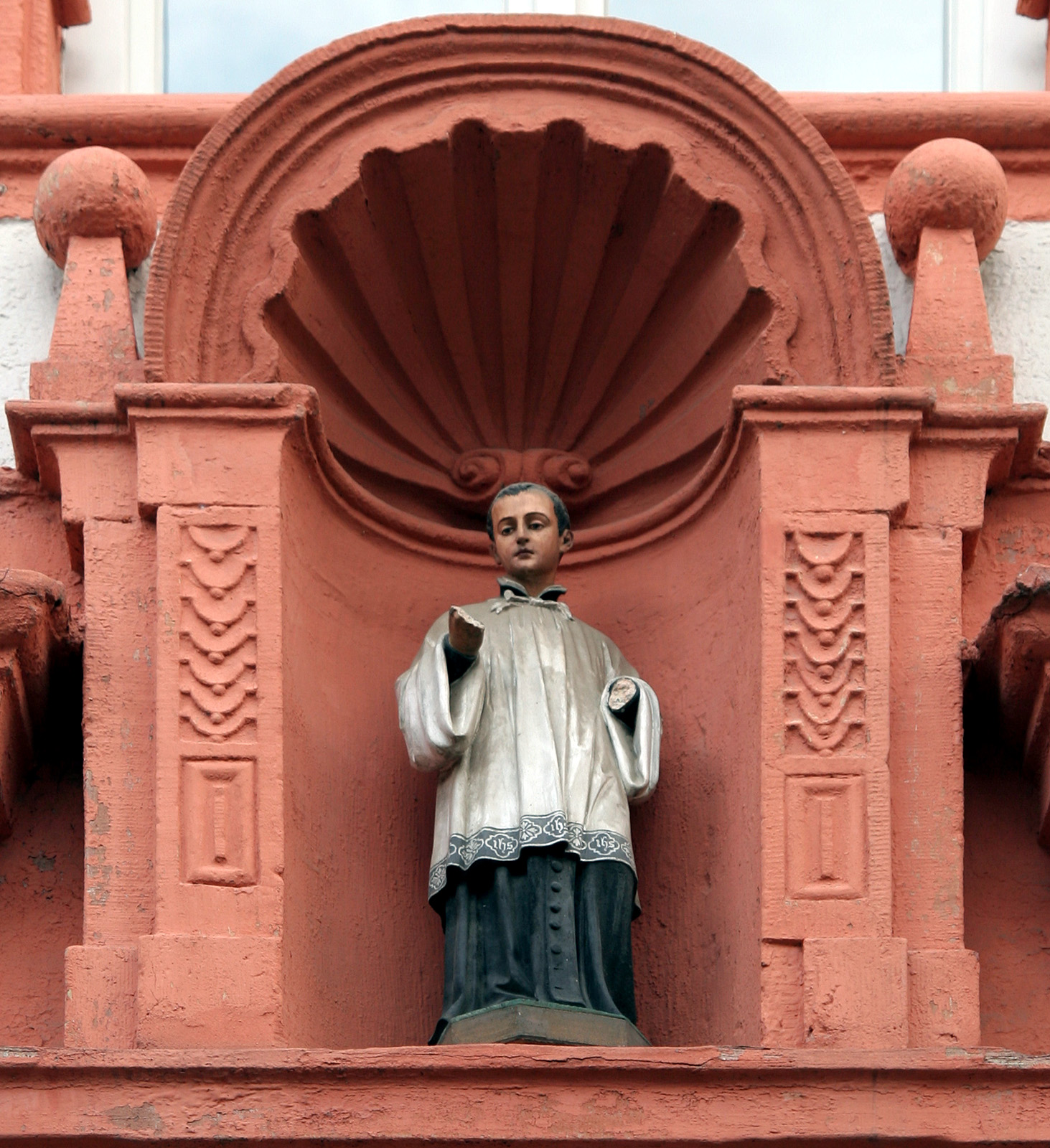
Die Figur des heiligen Aloisius in einer Muschelnische über dem Eingang des Gebäudes

Die Alte Faktorei ist ein Kulturdenkmal in der Stadt Bensheim an der Bergstraße. Das Gebäude gehört zu den bedeutendsten Bauwerken Bensheims. 

## Geschichte
Die Alte Faktorei ist ein Massivbau, der sich in der Bensheimer Altstadt befindet. Das Gebäude wurde 1732 für den Faktor des Mainzer Domkapitels errichtet. Zuvor stand auf dieser Fläche vermutlich ein Adelshof der Junker von Rüdigheim zu Rückingen. Dieser Adelshof wurde möglicherweise in der Mitte des 16. Jahrhunderts erbaut. Ob Teile des alten Renaissancebaus dabei für die Errichtung der Faktorei genutzt wurden, ist bisher unklar. Als Folge der Säkularisation wurde die Faktorei aufgegeben und das Gebäude zunächst als Vogtei genutzt. Später wurde es dann als Sitz des Kreisrates genutzt. Nachdem die Stadt Bensheim die Alte Faktorei 1868 erworben hatte, wurde im Gebäude das städtische Gymnasium untergebracht. Sechs Jahre später wurde das Gebäude dann erweitert. Es wurde ein weiteres Obergeschoss und ein Mansarddach aufgesetzt. Aus der Zeit des Umbaus stammen auch gusseiserne Säulen, die sich heute noch in den Innenräumen befinden. In den gesprengten Segmentgiebel wurde eine Muschelnische eingelassen. In ihr befindet sich eine Statue des Heiligen Aloisius.
Das Gymnasium zog 1882 aus und der Bau wurde zunächst als Volksschule genutzt. Aber schon zu Beginn des 20. Jahrhunderts kam in das Erdgeschoss das Museum Bensheim, danach eine Polizeistation. Nach dem Ende des Zweiten Weltkriegs waren vorübergehend mehrere Dienststellen in der Alten Faktorei untergebracht. In den Jahren von 1983 bis 1987 wurde das Gebäude dann grundlegend saniert. Anschließend zog die Stadtbibliothek ein. Durch die zu hohe statische Last der Bücher musste sie aber 1999 das Gebäude wieder verlassen. Seither befindet sich in der Alten Faktorei das Bürgerbüro und die Touristeninformation der Stadt Bensheim.